# Spoorlijn 50
Spoorlijn 50 is een Belgische spoorlijn die Brussel met Gent verbindt. In tegenstelling tot de snelle verbinding tussen Gent en Brussel (spoorlijn 50A) zijn er op deze spoorlijn een aantal tussenstations. De lijn is 55,6 km lang.

## Geschiedenis
Reeds in september 1837 werd de spoorlijn tussen Gent en Schellebelle geopend, als onderdeel van de lijn Mechelen - Gent. Op 12 augustus 1838 werd ook Gent-Sint-Pieters verbonden met deze lijn, als onderdeel van de lijn Gent - Oostende. Het baanvak Denderleeuw - Aalst werd aangelegd door de spoorwegmaatschappij Dender en Waas, als onderdeel van de lijn Aat - Dendermonde - Lokeren. Op 1 mei 1856 was de lijn compleet door ook de baanvakken Brussel-Noord - Denderleeuw en Aalst - Schellebelle aan te leggen.
In 1929 werd een betonnen viaduct over de Pede-vallei gebouwd, het eerste kunstwerk van deze omvang in het railnet. Op 17 oktober 1954 werd het baanvak Denderleeuw - Aalst geëlektrificeerd. In 1956 werden korte verbindingsstukken in Brussel en Gent geëlektrificeerd, en op 25 januari 1961 werd de lijn geopend voor elektrische treinen. De ganse spoorlijn is geëlektrificeerd met 3 kV.
De spoorlijn is dubbelsporig uitgevoerd en de maximumsnelheid bedraagt 120 km/u.
Door een trein- en giframp bij Wetteren op 4 mei 2013 was de spoorlijn tot 29 juni 2013 onderbroken.

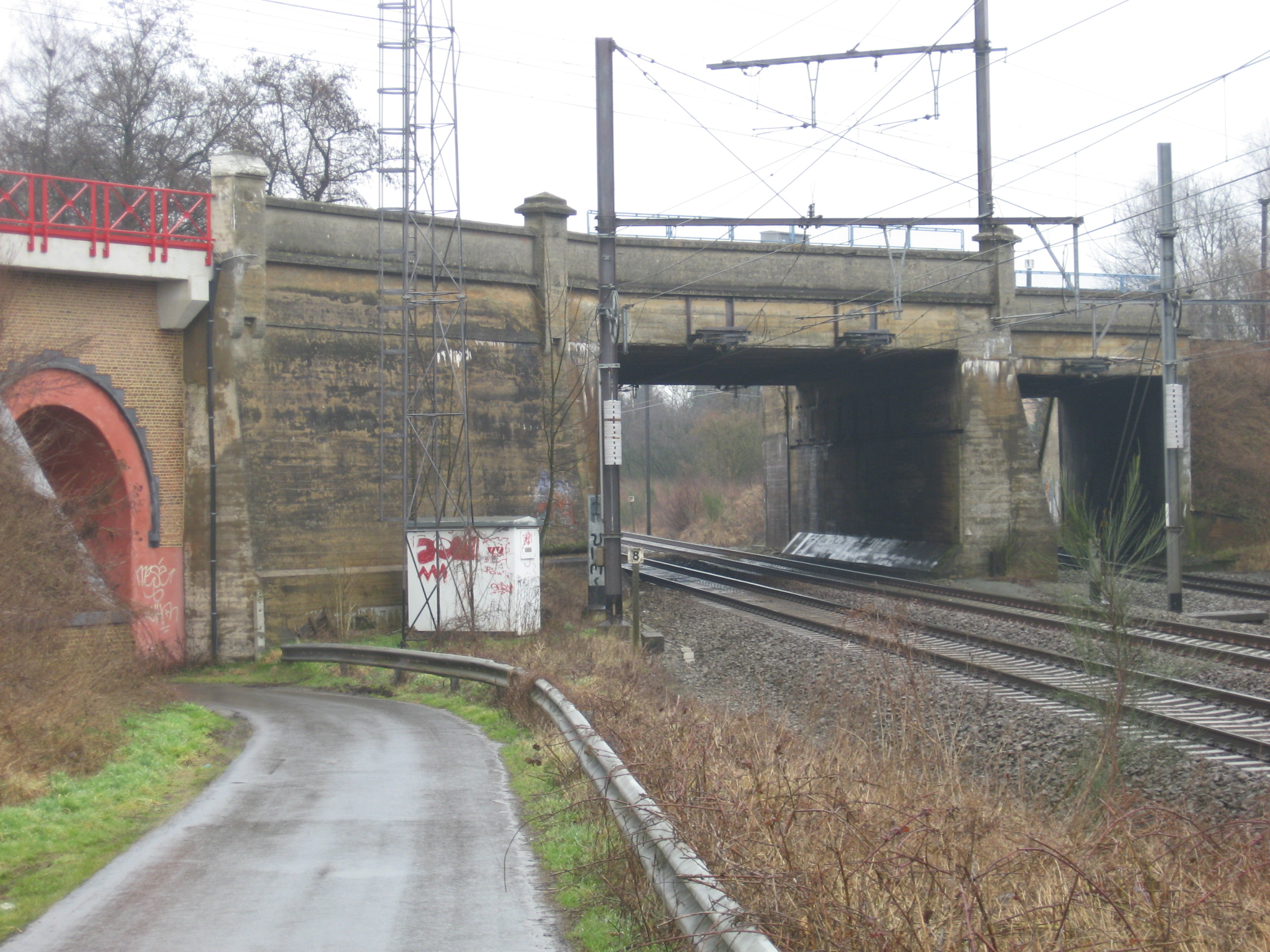
Kruising van de lijnen 50 en 50A. Het meest rechtse spoor (50C) sluit aan op lijn 50A

## Treindiensten
De NMBS verzorgt het personenvervoer met IC, L-, S-, piekuur- en ICT-treinen
| Serie | Verbinding                                                                                          | Bijzonderheden |
| ----- | --------------------------------------------------------------------------------------------------- | --- |
| IC 20 | Gent-Sint-Pieters – Aalst – Brussel-Zuid – Hasselt – Tongeren                                       | Rijdt op werkdagen |
| IC 20 | Gent-Sint-Pieters – Aalst – Brussel-Zuid –Dendermonde-Lokeren                                       | Rijdt in het weekend |
| IC 21 | Gent-Sint-Pieters – Mechelen – Leuven                                                               | |
| IC 29 | (De Panne –) Gent-Sint-Pieters – Aalst – Brussel-Zuid – Brussels Airport-Zaventem – Leuven – Landen | Rijdt in het weekend van/naar De Panne                                                                                                 |
| L     | Mechelen – Dendermonde – Gent-Sint-Pieters – Brugge-Zeebrugge-Dorp                                  | Rijdt niet in het weekend, rijdt tijdens de zomervakantie van/naar Zeebrugge-Strand                                                    |
| L     | Gent-Sint-Pieters – Brugge-Zeebrugge-Strand                                                         | Rijdt enkel in het weekend |
| L     | Mechelen – Dendermonde – Gent-Sint-Pieters – Kortrijk                                               | Rijdt enkel in het weekend |
| P     | Sint-Niklaas – Gent-Dampoort – Brussel-Zuid – Schaarbeek                                            | Rijdt alleen op werkdagen. |
| P     | Gent-Sint-Pieters – Brussel-Zuid – Schaarbeek                                                       | Rijdt alleen op werkdagen. |
| P     | Aalst – Brussel-Zuid                                                                                | Tijdens de spitsuren |
| P     | Geraardsbergen – Gent-Sint-Pieters – Ronse                                                          | Rijdt alleen op werkdagen. Ritten 7966/8966 en ritten 7968/8968 stoppen enkel in Geraardsbergen, Lierde, Zottegem en Gent-Sint-Pieters |
| P     | (Sint-Niklaas / Dendermonde –) Mechelen – Leuven                                                    | Rijdt alleen op werkdagen. Eén trein van Dendermonde naar Gent-Sint-Pieters.                                                           |
| P     | Poperinge – Ieper – Kortrijk – Gent-Sint-Pieters – Mechelen – Leuven – Sint-Joris-Weert             | Eén trein op zondagavond, enkel tijdens het academiejaar                                                                               |
| ICT   | Turnhout – Herentals – Mechelen – Gent-Sint-Pieters – Brugge –Blankenberge                          | Rijdt enkel in juli en augustus |
| ICT   | Neerpelt – Herentals – Mechelen – Gent-Sint-Pieters – Brugge – Blankenberge                         | Rijdt enkel in juli en augustus |

### Gewestelijk ExpressNet/S-Net van Gent
De stations tussen Aalst en Brussel-Noord behoren tot het Gewestelijk ExpressNet van Brussel, de stations van Melle tot en met Gent-Sint-Pieters behoren tot het S-net van Gent.
| Serie | Verbinding                                                       | Bijzonderheden |
| ----- | ---------------------------------------------------------------- | --- |
| S4    | Aalst – Brussel-Schuman – Mechelen                               | Rijdt alleen op werkdagen |
| S6    | Denderleeuw – Geraardsbergen – Halle – Brussel-Zuid – Schaarbeek | Tijdens de schoolspits extra ritten (Aalst -) Denderleeuw - Geraardsbergen                                                      |
| S10   | Brussel-Zuid - Aalst                                             | |
| S10   | Brussel-Zuid - Brussel-West - Dendermonde                        | |
| S51   | Eeklo – Gent-Sint-Pieters – Oudenaarde – Ronse                   | Rijdt op zondag 1×/2u. Tijdens de schoolspits extra ritten: Gent-Sint-Pieters – Oudenaarde – Ronse en Eeklo - Gent-Sint-Pieters |
| S52   | Gent-Sint-Pieters – Zottegem – Geraardsbergen                    | Tijdens de schoolspits extra ritten                                                                                             |

## Stations
Oorspronkelijk was er in Gent een kopstation (station Gent-Zuid), dat vanaf 1913 geleidelijk werd vervangen door het doorgangsstation Gent-Sint-Pieters. Rond 1928 werd Gent-Zuid definitief gesloten. In 1931 werden de sporen tussen Y Ledeberg en het station opgebroken.

## Lijn 50E
Lijn 50E is de dubbelsporige lijn parallel aan en ten noorden van lijn 50 tussen de aftakking Y Melle-West (voormalige Y Merelbeke Blok 27) en Gent-Sint-Pieters.

## Aansluitingen
In de volgende plaatsen is of was er een aansluiting op de volgende spoorlijnen:
Brussel-Noord
Spoorlijn 25 tussen Brussel-Noord en Antwerpen-Luchtbal
Spoorlijn 27 tussen Brussel-Noord en Antwerpen-Centraal
Spoorlijn 36 tussen Brussel-Noord en Luik-Guillemins
Spoorlijn 36N tussen Brussel-Noord en Leuven
Spoorlijn 161/2 tussen Brussel-Noord en Y Josaphat
Y Zennebrug
Spoorlijn 28 tussen Schaarbeek en Brussel-Zuid
Y Laken
Spoorlijn 28 tussen Schaarbeek en Brussel-Zuid
Y Bockstael
Spoorlijn 28/1 tussen Y Bockstael en Y Pannenhuis
Y Jette
Spoorlijn 60 tussen Y Jette en Dendermonde
Liedekerke
Spoorlijn 50A/2 tussen Y Sint-Katarina-Lombeek en Denderleeuw
Denderleeuw
Spoorlijn 50A/2 tussen Y Sint-Katarina-Lombeek en Denderleeuw
Spoorlijn 50A/3 tussen Denderleeuw en Y Welle
Spoorlijn 89 tussen Denderleeuw en Y Zandberg
Spoorlijn 90 tussen Denderleeuw en Saint-Ghislain
Aalst
Spoorlijn 57 tussen Aalst en Lokeren
Spoorlijn 61 tussen Kontich / Mortsel en Aalst
Spoorlijn 82 tussen Aalst en Ronse
Schellebelle
Spoorlijn 53 tussen Schellebelle en Leuven
Y Melle
Spoorlijn 50A/4 tussen Y Meulewijk en Y Melle
Spoorlijn 122 tussen Y Melle en Geraardsbergen
Y Melle West
Spoorlijn 50E tussen Y Melle West en Gent-Sint-Pieters
Y Δ Oost-Ledeberg
Spoorlijn 58 tussen Y Δ Oost-Ledeberg en Brugge
Y Δ West-Ledeberg
Spoorlijn 58/1 tussen Y Δ West-Ledeberg en Y Δ Noord-Ledeberg
Gent-Sint-Pieters
Spoorlijn 50A tussen Brussel-Zuid en Oostende
Spoorlijn 50A/6 tussen Gent-Sint-Pieters en Y Snepbrug
Spoorlijn 55 tussen Gent-Sint-Pieters en Terneuzen
Spoorlijn 75 tussen Gent-Sint-Pieters en Moeskroen